# エイブリー島

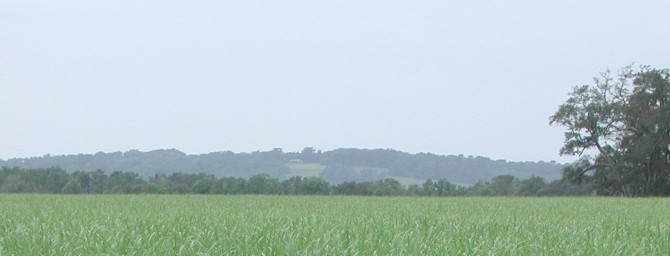
遠方に見える山がエイブリー島。

エイブリー島（エイブリーとう、英語：Avery Island）とは、アメリカ合衆国ルイジアナ州の南部アイビーリア郡に浮かぶ世界最大級の岩塩採取地であり、1791年から採掘が始まった。現在はカーギルが採掘を行っている。豊富な自然に囲まれており、ジャングル・ガーデンズと呼ばれる竹林があり、また、タバスコの産地でもある。

## 気候と立地
湿地帯であり、周囲をバーミリオン川の支流に囲まれている。地盤は岩塩でできた盛り上がりであり、巨大な岩塩ドームである。海岸線から7～8km、内陸に入った所に位置し、直径が約4kmである。島という名称が付いているが、海に浮かんでいる島ではない。

## 歴史
古来、アメリカ先住民が岩塩を生産していた。ヨーロッパ人では早くからフランス人開拓者に知られており、運河の通過地点であり、フランス領時代は重要視されなかったが、1791年に岩塩が発見されると、プチアンス島と呼ばれルイジアナ買収後のアメリカの重要な産業となった。1818年にニュージャージーの富豪ジョン・クレイグ・マーシュがこの島の土地を買い占め、プランテーションを始めた。彼の一人娘のサラは1837年にルイジアナの法学者であるダニエル・エイブリーと結婚。その後、プランテーションはエイブリーのものとなった。その後、エイブリーの娘のマリーは夫のエドモンド・マキルヘニーとともに戦火を逃れてきた。しかし、エイブリー家は岩塩をアメリカ連合国軍に売っていたため、攻撃を受け、一家でテキサスに引っ越した。その後、エイブリー島のプランテーションの経営はマキルヘニーに任された。彼は農園に残っていた唐辛子を使い、タバスコを生産し資産をふやした。1940年代、ネズミの一種であるヌートリアが南部全体で異常繁殖し、この島にも農作物に大量の被害をもたらした。